# Panentheïsme
Panentheïsme (Grieks: "pan" (πᾶν) alle, "en" (ἐν) in en "theos" (Θεός) god) is de zienswijze dat God immanent is in het gehele universum, dat het universum een deel is van God en dat God de drijvende kracht is in het universum. In tegenstelling tot pantheïsme betekent panentheïsme niet dat het universum synoniem is met God. In plaats daarvan gaat panentheïsme ervan uit dat God meer is dan het universum: God is zowel transcendent als immanent. In veel theologische vormen wordt God daarom gezien als zowel de schepping, de universele moraal en de schepper daarvan. De Duitse filosoof Karl Krause (1781-1832) voerde de term in 1828 in.

## Panentheïsme in het christendom
Panentheïsme wordt in het christendom in het algemeen afgewezen uit vrees voor een verlies aan de transcendentie Gods, die in het theïsme primair is. Er zijn in de geschiedenis verschillende individuele christenen geweest aan wie panentheïstisch denken wordt toegeschreven (met name Origenes (ca. 185 - 253/254)). Teilhard de Chardin (1881-1955) bracht de evolutietheorie en de scheppingsmythe bij elkaar in panentheïstische denkbeelden. Tegenwoordig propageren kleine stromingen, vooral in het protestantisme, panentheïstische en theogone opvattingen. De procestheologie is van mening dat God door zijn betrokkenheid met de mens in de wereld werkelijk beïnvloed kan worden door de mens (met name John Cobb (1925)).
Ook Spinoza (1632-1677) wees in zijn werk de 'Ethica' (1678) al naar een vorm van panentheïsme, door God niet zozeer meer als een liefdevolle schepper of bestraffende boeman voor te stellen, maar eerder als een abstract filosofisch principe, dat aan de basis van de werkelijkheid ligt, en beter verenigbaar zou zijn met de verschillende religies uit zijn tijd. Door de natuur in god te plaatsen (panentheïsme) en door god en natuur eigenlijk te laten samenvallen (pantheïsme), zouden meteen ook de ernstige ontzielde trekken van de zuivere mechanische en materialistische wereldbeschouwing getemperd worden; en zou een verzoening van wetenschap en geloof kunnen verwezenlijkt worden.
Los van een evident panentheïstische theologie zijn er theologen die het begrip panentheïsme gebruiken om de verhouding tussen Gods transcendentie en immanentie te beschrijven. Zo meent de theoloog Paul Tillich (1886-1965) dat God zich door de schepping niet alleen voor het eerst openbaart (creatio ex nihilo), maar dat hij zichzelf door de instandhouding van de wereld (creatio continua) verwerkelijkt. In deze gedachtegang wordt God afhankelijk van de schepping en wordt aan het trinitaire leven van God in de perichorese (verhouding binnen de Drie-eenheid) een geringere waarde gehecht.
De theoloog Jürgen Moltmann (1926-2024) neemt afstand van Tillich en met nog meer klem van de procestheologie, maar gebruikt desondanks het begrip panentheïsme. Bij Moltmann stelt de "immanente transcendentie" van God de mens in staat God te ervaren. De Schepper is aanwezig in de wereld in de persoon van de Heilige Geest. Volgens Moltmann kan de mens zich door Gods immanentie beter tot zijn eigen bestemming in de schepping vinden. Een praktisch gevolg is de gerichtheid op verantwoordelijkheid voor de schepping. Problematisch echter is de tendens om God in alle dingen van de schepping automatisch aanwezig te laten zijn, wat Gods immanentie tot principe verheft en waardoor de transcendentie aan betekenis verliest. Dit impliceert een andere dan de traditionele verhouding tussen causa prima en causae secundae, waardoor onder andere de vraag over de vrijheid en het kwaad in de wereld opnieuw gesteld moet worden.

## Panentheïsme in het jodendom
Toen de chassidisch-orthodoxe joden voor het eerst een beweging en een theologie voortbrachten, was hun theologie feitelijk panentheïstisch, hoewel zij het woord zelf niet gebruikten. De niet-chassidisch orthodoxe joden beschouwden deze theologie als heretisch. Nadat echter het schisma tussen de chassidische en de niet-chassidisch orthodoxe joden halverwege de negentiende eeuw verdween, werd het panentheïsme een geaccepteerde denkwijze in de orthodoxe joodse theologie. Hoewel het niet de zienswijze is van de hoofdstroom van het jodendom, is het panentheïsme ook bij de niet-orthodoxe denominaties zoals bij het conservatieve jodendom en het progressieve jodendom populairder geworden, dankzij de geschriften van rabbijnen als Abraham Joshua Heschell, Arthur Green, Wayne Dosick en Lawrence Kushner.

## Panentheïsme in het hindoeïsme
De meeste stromingen in het hindoeïsme kennen een panentheïstische zienswijze (een klein deel van de monistisch theïsten is echter puur monistisch). Bepaalde interpretaties van de Bhagavad gita en de Shri Rudram steunen de panentheïstische zienswijze. Het hindoeïstische panentheïsme wordt door sommige onderzoekers aangeduid met monistisch theïsme.

## Personen gelinkt aan het panentheïsme
- Johan Rudolph Thorbecke (1798-1872), Nederlands staatsman[2]
- Rabbijn Abraham Isaac Kook (1865-1935), religieus-zionist[3]
- A.G.J. (Gijs) Dingemans (1931-2017), Nederlands-hervormd theoloog, hoogleraar[4]
- Mordechai Nessyahu (1929-1997), Israëlisch filosoof
- Michel Weber (*1963), Belgisch filosoof (Procesfilosofie, "pancreativisme")[5]
- John Polkinghorne (1930-2021), Brits (Anglicaans) theoloog
- Baruch de Spinoza (1632-1677), Nederlands (joods) filosoof
- Sergej Boelgakov (1871-1944), Russisch (orthodox) theoloog en filosoof[6]
- Rosemary Radford Ruether (1936-2022), Amerikaans feministe en katholiek denker
- Alfred North Whitehead (1861-1947), Brits-Amerikaans natuurkundige, grondlegger van de procesfilosofie
- Pierre Teilhard de Chardin SJ (1881-1955), Frans rooms-katholiek theoloog, paleontoloog, darwinist[7]